# Aechmea pittieri
Aechmea pittieri är en gräsväxtart som beskrevs av Carl Christian Mez. Aechmea pittieri ingår i släktet Aechmea och familjen Bromeliaceae. Inga underarter finns listade i Catalogue of Life.